# Municipio de North Star (condado de St. Louis)
El municipio de North Star (en inglés: North Star Township) es un municipio ubicado en el condado de St. Louis en el estado estadounidense de Minnesota. En el año 2010 tenía una población de 190 habitantes y una densidad poblacional de 2,06 personas por km².

## Geografía
El municipio de North Star se encuentra ubicado en las coordenadas 47°3′28″N 91°59′48″O / 47.05778, -91.99667. Según la Oficina del Censo de los Estados Unidos, el municipio tiene una superficie total de 92.16 km², de la cual 86,82 km² corresponden a tierra firme y (5,8 %) 5,34 km² es agua.

## Demografía
Según el censo de 2010, había 190 personas residiendo en el municipio de North Star. La densidad de población era de 2,06 hab./km². De los 190 habitantes, el municipio de North Star estaba compuesto por el 97,89 % blancos, el 0,53 % eran amerindios, el 1,05 % eran asiáticos y el 0,53 % eran de una mezcla de razas. Del total de la población el 3,16 % eran hispanos o latinos de cualquier raza.